# Most v zámeckém parku Kačina
Most Kačina (nazývaný též Platanový mostek) je kamenný most přes Kačinský potok (Starou Klejnárku), který se nachází v parku empírového zámku Kačina nedaleko Kutné Hory. Zámecký park projektoval N. J. Jacquin.

## Historie
Mostek, který byl dokončen koncem roku 1819, projektoval Johann Philipp Joendl, autor zámeckého parku. Podle tří (původně čtyř) platanů vysázených v blízkosti mostku je nazýván Platanový mostek.

## Charakteristika
Klenba mostního oblouku o světlosti 4,5 m se skládá z kamenných opracovaných kvádrů. Část mostního tělesa je z cihel, výplň kamenného parapetu je z litiny. Parapet se skládal na dvou stranách vždy ze tří polí: výplň centrálního pole zdobila dvojice litinových delfínů, ostatní pole rostlinnými motivy.
- Typ konstrukce: oblouková, polokruhová stavba
- Délka: 12 m, šířka 3,5 m
- Světlé rozpětí oblouků: 4,5 m
- Doba stavby: začátek 19. století
- Stavební materiál – kámen, cihla, litina
- Překonávaná překážka – výtok z jezírka

## Stav mostu
- střední části parapetů jsou spadlé, litinová část s delfíny chybí
- potok je značně zarostlý a brání pohledu na mostek z bočních stran